# Long Hải (xã)
Long Hải là một xã thuộc huyện Phú Quý, tỉnh Bình Thuận, Việt Nam.

## Địa lý
Xã Long Hải có diện tích 5,42 km², dân số năm 1999 là 7.158 người, mật độ dân số đạt 1.321 người/km².

## Hành chính
Xã Long Hải được chia thành 4 thôn: Tân Hải, Quý Hải, Đông Hải, Phú Long.